# 3226 Plinius
3226 Plinius este un asteroid din centura principală, descoperit pe 24 septembrie 1960 de PLS.